# Neumayer (krater księżycowy)
Neumayer – księżycowy krater uderzeniowy o średnicy około 84 km, położony w bezpośrednim sąsiedztwie kraterów Helmholtza, Demonaxa i Hale’a. Decyzją Międzynarodowej Unii Astronomicznej w 1935 roku został nazwany nazwiskiem Georga von Neumayera, niemieckiego meteorologa i hydrografa.